# Cygnus OA-4
OA-4, nebo Orbital-4, byl čtvrtou a třetí úspěšnou misí nákladní kosmické lodi Cygnus. Start na raketě Atlas V z kosmodromu Cape Canaveral SLC-41 se uskutečnil 6. prosince 2015, 21:44:57 UTC, a po necelých třech dnech letu loď doletěla ke stanici, kde byla zachycena robotickou paží Canadarm2, která se postarala o připojení lodi k Mezinárodní vesmírné stanici.

## Náklad
Mise byla prvním letem vylepšené varianty kosmické lodi Cygnus společnosti Orbital ATK, která byla schopna dopravit na Mezinárodní vesmírnou stanici více než 3 500 kg nezbytných zásob, vybavení a vědeckých experimentů.
Celkový náklad: 3 349 kilogramů 
- Zásoby pro posádku: 1 181 kg
- Staniční hardware: 1 010 kg
- Vědecké vybavení: 847 kg
- Počítačové příslušenství: 87 kg
- Vybavení pro vesmírný výstup: 230 kg